# Pallidoplectron peniculosum
Pallidoplectron peniculosum är en insektsart som beskrevs av Richards, A.M. 1960. Pallidoplectron peniculosum ingår i släktet Pallidoplectron och familjen grottvårtbitare. Inga underarter finns listade i Catalogue of Life.